# Diceratosteleae
Tribu
Classification phylogénétique
La tribu des Diceratosteleae est une tribu de la sous-famille des Epidendroideae, famille des Orchidaceae selon la classification de Dressler datant de 1993.
Cette tribu, constituée uniquement de la seule espèce du genre Diceratostele selon World Checklist of Selected Plant Families (WCSP) (02 fév. 2011) a une  répartition géographique qui est limitée à l'ouest de l'Afrique équatoriale. Depuis 1995, certains auteurs en botanique classent ce genre dans la tribu des Triphoreae et considèrent qu'il s'agit de la sous tribu des Diceratostelinae.

## Liste desgenres
Selon NCBI (29 Jan 2011) :
- genre Diceratostele (Tribu Triphoreae selon Szlach.)

Selon GRIN (29 Jan 2011) :
- genre Diceratostele Summerh. 1938.